# 黄柏碱
黄柏碱是从中药黄柏中分离得到的一种异喹啉生物碱， 该生物碱有一定的免疫调节和降血压的功效。